# Billy Thompson
William "Billy" Stansbury Thompson (Camden, 1º de dezembro de 1963) é um ex-basquetebolista norte-americano. Billy foi duas vezes campeão da National Basketball Association (NBA) com os Los Angeles Lakers, em 1987 e 1988, além de ter conquistado o título da Primeira Divisão da NCAA em 1986, tornando-se o quarto jogador da história a conquistar títulos consecutivos da NBA e da NCAA.